# Lin Hui-fang
Lin Hui-fang (* 6. Oktober 1973) ist eine ehemalige taiwanische Fußballspielerin auf der Position der Torhüterin.

## Karriere
Lin spielte im November 1991 für Ching Wen in ihrer taiwanischen Heimat. Sie stand bei der Weltmeisterschaft 1991 im Kader der Nationalmannschaft, die das Viertelfinale erreichte, und kam auf zwei Einsätze und drei Gegentreffer gegen Deutschland (0:3) und Nigeria (2:0).